# Heinrich Erlenkötter

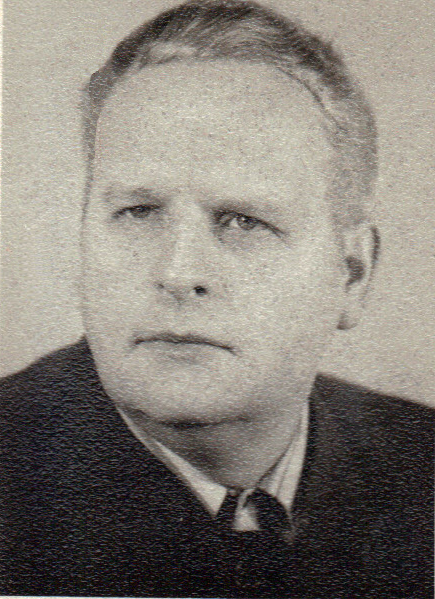
Heinrich Erlenkötter (ca. 1970)

Heinrich Erlenkötter (* 22. Januar 1922 in Wiedenbrück jetzt Rheda-Wiedenbrück; † 27. Juni 1979 in Münster; begraben in Rheda-Wiedenbrück) war ein deutscher akademischer Bildhauer mit überwiegend sakralen Werken in Holz, Stein und Bronze.

## Leben
Heinrich Erlenkötter wurde am 22. Januar 1922 als zweitältestes von neun Kindern von Schreinermeister Gerhard Erlenkötter und seiner Frau Gertrud in Wiedenbrück/Ostwestfalen geboren. Mit 14 Jahren wurde er als Schüler in der  Bildhauerwerkstatt Heinrich Pütz in Wiedenbrück angenommen. Mit 18 Jahren erkrankte Erlenkötter an entzündlicher Polyarthritis, beginnend in den Hand- und Fingergelenken. Diese für eine Bildhauerlaufbahn besonders ungünstige Krankheit prägte sein Leben und überwiegend sakral ausgerichtetes Werk stark. 1941 siedelte er zum Kunststudium nach München um. Dort arbeitete er anfangs bei dem aus seiner Heimatstadt Wiedenbrück stammenden Bildhauer Bernd Hartmann und wurde nach ca. einem halben Jahr als Meisterschüler bei Josef Henselmann angenommen. Hier studierte er fünf Semester, um anschließend zwei Semester Modezeichnung und insbesondere Faltenwurf an der Modeakademie in Hildesheim zu studieren. Modezeichnung erschien als geeignete Tätigkeit bei zu erwartender fortschreitender Körperbehinderung durch die Polyarthritis. Unter anderem in seinen Marienstatuen kommt diese spezielle Ausbildung besonders zur Entfaltung.
Seit 1948 führte Heinrich Erlenkötter ein eigenes Atelier in Wiedenbrück, zuerst in einem umgebauten Fotoatelier in der Marienstraße, später in den traditionsreichen Hallen seines Vorgängers (Clemens Spieker 1874–1944), dann am Lümernweg in den Räumen der Seilerei Burmann und von 1965 an in den modernen Räumen seines eigenen Hauses an der Hellingrottstraße 64. 1950 heiratete er Gertrud Christine Sonntag, mit der er drei Kinder hatte und bis zu seinem Lebensende verheiratet war. Einige seiner Madonnenfiguren tragen Gesichtszüge seiner Ehefrau. Heinrich Erlenkötter starb am 27. Juni 1979 an den Folgen einer späten Entzündung der künstlichen Kniegelenke, die er 1974 zur Wiedergewinnung an Mobilität erhalten hatte.

## Schaffen

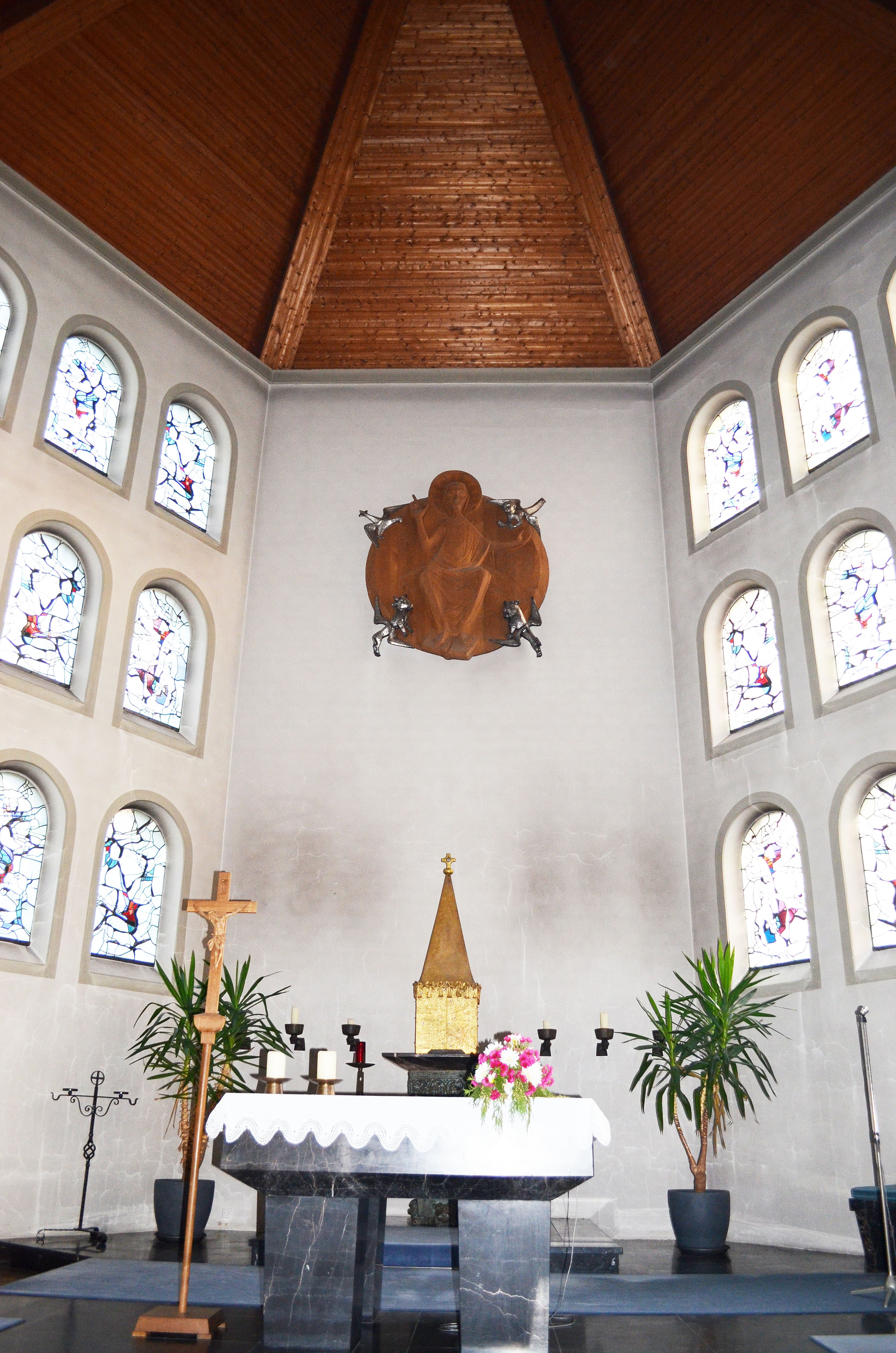
Alme, St. Ludgerus: Altar, Sakramentshaus, Pantokrator-Relief, Sedilien vom Künstler

Heinrich Erlenkötter schuf überwiegend lebensgroße Skulpturen für den kirchlichen und öffentlichen, gelegentlich auch privaten Raum und dies in vielen Materialien, häufig in Eichenholz oder Stein. Die moderne (Sakral-)Architektur der späten 1960er und 1970er Jahre erforderte oft Bronze als Material. Hatte sein Stil in den Anfangsjahren noch naturalistische Elemente, fand er immer mehr zum Abstrakten, ohne dies zum Maß zu erheben, und entwickelte daraus seine eigene Formensprache.
In den Jahren 1953–1954 schuf Heinrich Erlenkötter viele Madonnenbilder (Marianisches Jahr). In den 1960er und 1970er Jahren führte er – eingeleitet durch das  2. Vatikanische Konzil (1962–1965) – einige Chorgestaltungen durch (z. B. Herz-Jesu-Kirche in Bergkamen Rünthe und St. Ludgerus in Alme (Brilon)). Hier war er jeweils nicht nur maßgeblich am Gesamtkonzept beteiligt, sondern schuf oft neben den Zentralkomponenten wie Altar, Ambo und Sakramentshaus auch die Sedilien und Leuchter bis zur Bleiverglasung der Fenster.
Ebenso schuf er einige Kriegerdenkmäler (z. B. Ehrenmal auf dem Friedhof Ovenhausen, Mariensäule an der  St. Marien-Kirche in Paderborn-Sande sowie eine weitere Mariensäule an der Heilig-Kreuz Kirche in Altenbeken). Über den ostwestfälischen Raum hinaus sind seine Arbeiten sind in ganz Westfalen und dem Ruhrgebiet vertreten. Einige Werke befinden sich auch in den östlichen Bundesländern sowie in Amerika und Kanada.
Die bildhauerische Tradition von Heinrich Erlenkötter wird von seinem Sohn Bernward Erlenkötter, heute Bildhauer in Coesfeld, fortgeführt.

## Werke

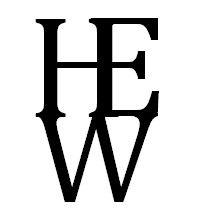
Signatur: „Heinrich Erlenkötter Wiedenbrück“, in ähnlicher Form an fast allen Werken – zumeist am Sockel – zu finden.

Heinrich Erlenkötter musste seine Arbeit aufgrund seiner fortschreitenden schmerzhaften Polyarthritis des Öfteren für Monate unterbrechen. Auch seine gewöhnlichen Arbeitstage waren von vielen Zwangspausen geprägt. Trotzdem erstellte er weit über 40 Madonnenfiguren und weibliche Heilige, über 40 Kreuze, z. T. mehrere Meter hoch, über 30 männliche Heiligenfiguren in Holz und Stein, einige komplette Kreuzwege mit 14 Stationen, etliche Krippen, mehrere Chor- und Kirchengestaltungen sowie meterhohe Steinplastiken für den Außenbereich.
Im Folgenden sind einige weitere Werke aufgeführt (siehe auch Einzelnachweise).
- Kreuz in der St.-Joseph-Kirche in Herne-Wanne
- Figuren Schutzmantelmadonna & Joseph mit Jesus in der St.-Joseph-Kirche in Bergheim
- Chorgestaltung (Altar, Sakramentshaus, Eichenrelief mit Silberbeschlag Pantokrator an der Chorwand, St. Ludgerus (Alme))
- Kreuzweg 14 Stationen, Eichenholz, St.-Michael-Kirche, Holthausen, Schmallenberg
- Kreuzweg 14 Stationen, Bronze, St. Pius-Kirche, Rheda-Wiedenbrück, OT Wiedenbrück